# أندرو هاميلتون (لاعب دوري الرغبي)
أندرو هاميلتون (بالإنجليزية: Andrew Hamilton)‏ هو لاعب دوري الرغبي أسترالي، ولد في 17 أكتوبر 1971.